# Remix & Repent
Remix and Repent es el segundo EP de la banda estadounidense de metal industrial Marilyn Manson. Fue lanzado el 25 de noviembre de 1997 durante el período Antichrist Superstar. Contiene 5 temas que son mezclas de canciones de los discos Antichrist Superstar, canciones en vivo durante la gira Dead to the World y una versión acústica de "Man that you Fear". Vendió aproximadamente 1 000 000 de copias en todo el mundo.

## Portada
Muestra la leyenda "Marilyn Manson - Remix & Repent" con letras góticas en un fondo negro y mostrando en la parte inferior el logo de Antichrist Superstar.  

## Lista de canciones
1. «The Horrible People» (5:13)
2. «The Tourniquet [Prosthetic Dance Mix]» (4:10)
3. «Dried up, Tied and Dead to the World [Live in Utica, NY]» (4:25)
4. «Antichrist Superstar [Live in Hartford, CT]» (5:16)
5. «Man That You Fear [Acoustic Requiem for Antichrist Superstar]» (5:20)

## Posiciones
| Listas (1997)                  | Posición |
| ------------------------------ | -------- |
| Australian Albums Chart        | 50       |
| Canadian Albums Chart          | 69       |
| Mexican Album Chart (AMPROFON) | 244      |
| UK Albums Chart                | 163      |
| Billboard 200                  | 102      |